# Acrotomodes amplificata
Acrotomodes amplificata là một loài bướm đêm trong họ Geometridae.